# Squatina japonica
Lo Squatina japonica Bleeker, 1858, appartiene al genere Squatina ed alla famiglia Squatinidae.

## Areale
Vive nell'Oceano Pacifico Occidentale tra il 41°N ed il 19°N di latitudine. Più precisamente abita le acque del Giappone, del Mar Giallo, della Corea, della Cina Settentrionale e delle Filippine.

## Habitat

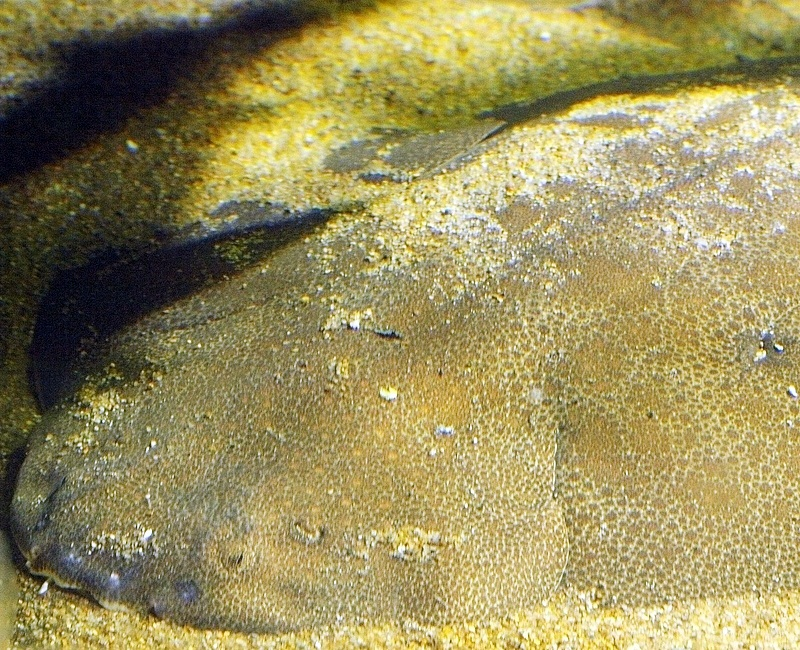
Questi squali prediligono i fondali sabbiosi.

Preferiscono vivere vicino ai fondali sabbiosi.

## Aspetto
Le dimensioni massime registrate sono di 2 metri. La specie è riconoscibile per alcune caratteristiche peculiari: pinne pettorali molto ampie separate da un secondo paio posto posteriormente, alette davanti alle radici lisce o poco ondulate, barbiglio semplice e spatolato. Presenta inoltre pieghe dermali ai lati della testa senza lobi. La punta più arretrata delle pinne pelviche è comunque molto avanzata rispetto alla prima pinna dorsale. Vi è una coda ipocerca molto corta. Ci sono inoltre più file di spine abbastanza grandi su tutto il dorso dalla testa alla prima dorsale, tra le due dorsali, sul muso e al di sopra degli occhi. Il corpo è marrone nerastro, con piccoli puntini biancastri. Non vi sono ocelli.

## Conservazione
La specie è considerata molto vulnerabile.

## Riproduzione
Si tratta di una specie ovovivipara.

## Alimentazione
Si nutrono principalmente di animali bentici, cioè chevivono sul fondale.

## Interazioni con l'uomo
Vengono catturati per l'alimentazione umana e per la produzione di pelle shagreen.

## Reperti museali in Italia
Un interessante squalo ascritto a questa specie è esposto alla galleria nazionale dei Selachoidei di Avellino (si tratta di un giovane esemplare tassidermizzato).